# Groene Hart Ziekenhuis

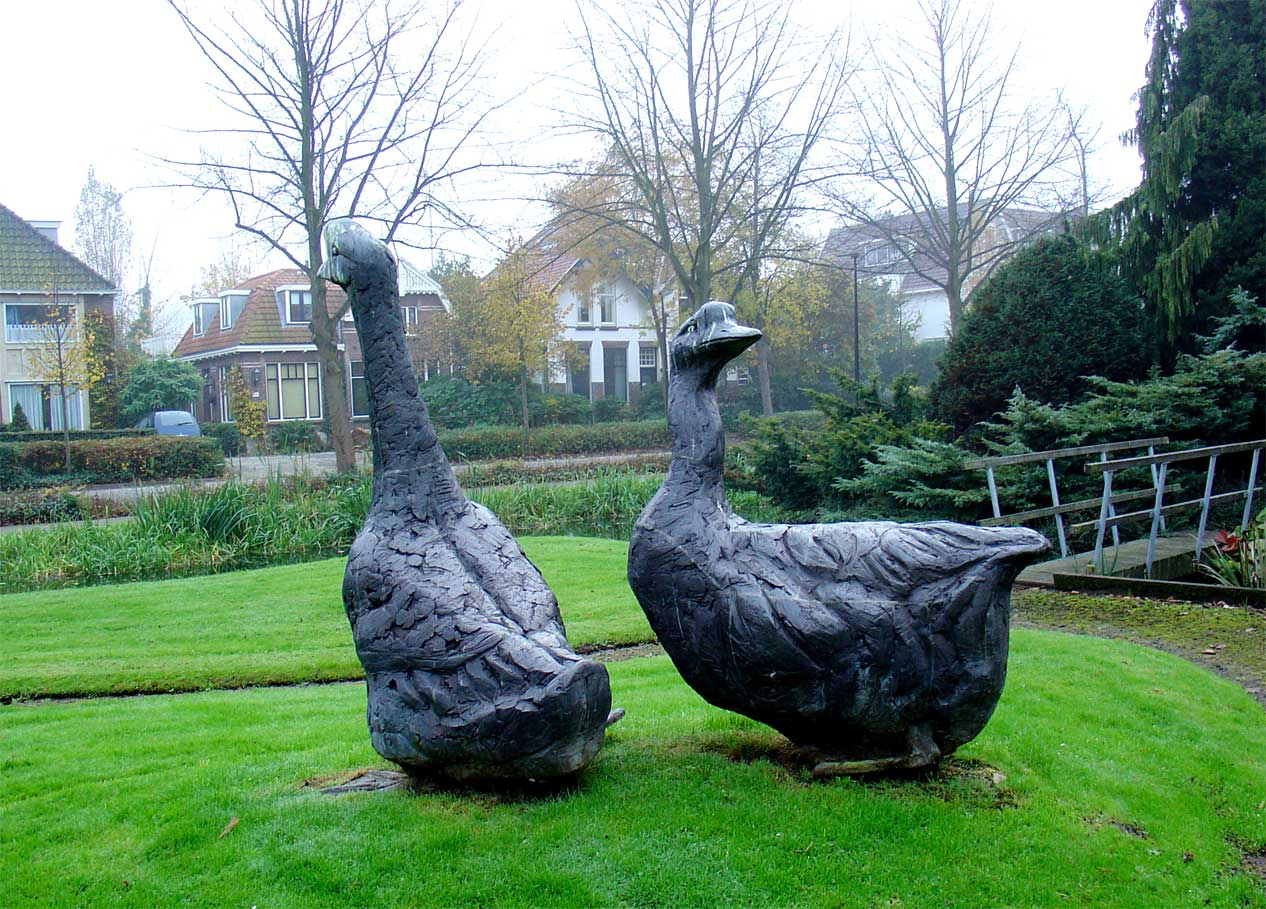
Twee ganzen door Ineke van Dijk (1979), hier nog bij de hoofdingang van de toenmalige Jozeflocatie van het Groene Hart ziekenhuis

Het Groene Hart Ziekenhuis is een ziekenhuis in Gouda. Bij het ziekenhuis behoren tevens de locatie Zuidplas in Nieuwerkerk aan den IJssel en de locatie Schoonhoven. Het ziekenhuis telt ruim 2000 medewerkers en heeft 620 bedden.

## Geschiedenis
Voorlopers van het Groene Hart Ziekenhuis waren drie Goudse ziekenhuizen, te weten het protestantse Diaconessenhuis "De Wijk" (opgericht in 1897 door de Amsterdamse diacones Mieke Hoogerwerf), het algemene “Van Itersonziekenhuis” (opgericht uit een legaat van de dochters van de directeur van de Goudse kaarsenfabriek A.A.G. van Iterson in 1910) en het rooms-katholieke Sint-Jozefziekenhuis (in 1929 gerealiseerd als voortzetting van het Sint-Josephs weeshuis). De twee eerstgenoemde ziekenhuizen fuseerden en zo ontstond in 1972 het Bleulandziekenhuis, genoemd naar de Goudse stadsarts Jan Bleuland. Ondanks het verzet vanuit de actiegroep “Tegen de fusie” ontstond in 1992 het Groene Hart Ziekenhuis uit een fusie tussen het Bleulandziekenhuis en het Sint-Jozefziekenhuis. De namen van enkele locaties van het nieuwe ziekenhuis herinneren nog aan deze voorgeschiedenis.

### Datalek
Op 7 oktober 2012 maakte nieuwssite Nu.nl bekend dat de medische dossiers van enkele tientallen patiënten en de adresgegevens van meer dan 493.000 patiënten jarenlang toegankelijk waren via een server van het ziekenhuis in een datacentrum van hun provider. De gegevens waren, aldus de betreffende hacker, verborgen achter slechts een voorspelbaar wachtwoord van de beheerder. Het ziekenhuis liet in een reactie weten geschrokken te zijn, en sprak over een "onacceptabele situatie". De betreffende server werd direct afgesloten. Op 9 oktober maakte Edith Schippers, minister van volksgezondheid, welzijn en sport, bekend dat er 52 dossiers van patiënten zijn ingezien.

## Nieuwbouw
Op 16 mei 2011 is gestart met de bouw van een nieuwe vleugel, ontworpen door EGM architecten, van 28.000 m² op de Bleulandlocatie. Op 9 december 2013 namen de eerste afdelingen deze nieuwbouw in gebruik. In 2014 werd de nieuwbouw officieel geopend. Dat betekende tevens de sluiting van de Jozeflocatie als onderdeel van het ziekenhuis.

## Beeldende kunst
In 1979, het jaar waarin het voormalige Sint Jozefpaviljoen 50 jaar bestond, werden in de tuin voor het paviljoen twee bronzen ganzen geplaatst. Dit kunstwerk was gemaakt door de Goudse beeldhouwster Ineke van Dijk. Begin 2014 zijn de ganzen verhuisd, ze staan nu voor de hoofdingang van het Groene Hart Ziekenhuis.

## Enkele cijfers en feiten
| Kerngegevens Groene Hart Ziekenhuis | Kerngegevens Groene Hart Ziekenhuis | Kerngegevens Groene Hart Ziekenhuis | Kerngegevens Groene Hart Ziekenhuis | Kerngegevens Groene Hart Ziekenhuis | Kerngegevens Groene Hart Ziekenhuis | Kerngegevens Groene Hart Ziekenhuis |
| ----------------------------------- | ----------------------------------- | ----------------------------------- | ----------------------------------- | ----------------------------------- | ----------------------------------- | ----------------------------------- |
|                                     | 2013                                | 2012                                | 2011                                | 2010                                | 2009                                | 2008                                |
| Aantal erkende bedden               | 619                                 | 619                                 | 619                                 | 619                                 | 619                                 | 619                                 |
| Aantal opnamen                      | 19.093                              | 19.500                              | 21.617                              | 21.077                              | 20.325                              | 19.971                              |
| Aantal verpleegdagen                | 92.755                              | 99.115                              | 108.061                             | 109.052                             | 111.362                             | 111.207                             |
| Gemiddelde verpleegduur in dagen    | 4,9                                 | 5,3                                 | 5,0                                 | 5,2                                 | 5,5                                 | 5,6                                 |
| Aantal patiënten dagverpleging      | 23.735                              | 24.066                              | 21.602                              | 20.665                              | 19.685                              | 19.009                              |
| Aantal eerste polikliniekbezoeken   | 115.098                             | 121.471                             | 122.726                             | 120.896                             | 118.455                             | 118.450                             |
| Aantal herhalingsbezoeken           | 174.953                             | 181.826                             | 196.371                             | 194.054                             | 179.498                             |                                     |
| Aantal fte personeel                | 1.514                               | 1.529                               | 1.541                               | 1.518                               | 1.478                               | 1.453                               |
| Financieel resultaat                | -€ 891.416                          | € 3.161.751                         | € 10.008.256                        | € 2.607.990                         | € 2.455.300                         | € 3.087.147                         |

- International Standard Name Identifier: 0000 0004 0405 8883